# რ
Rae (asomtavruli Ⴐ, nuskhuri ⴐ, mkhedruli რ) es la decimonovena letra del  alfabeto georgiano.
En el sistema de numeración georgiano tiene un valor de 100.
Rae representa tanto la vibrante alveolar simple como la vibrante alveolar múltiple. Ejemplos: pero, ramo.

## Letra

Escritura simplificada

En la escritura manuscrita en el estilo mjedruli, rae tiene una forma alternativa más sencilla con un asta vertical y un solo arco, que recuerda a una hache latina minúscula. 
| asomtavruli | nuskhuri | mkhedruli |
| ----------- | -------- | --------- |
|             |          |           |

## Codificación digital
| asomtavruli | nuskhuri | mkhedruli |
| ----------- | -------- | --------- |
| U + 10B0    | U + 2D10 | U + 10E0  |

## Braille
| mkhedruli |
| --------- |
|           |